# Joe Chapman (squash)
Pour les articles homonymes, voir Chapman.
Joe Chapman, né le 22 juillet 1990 à Bristol, est un joueur professionnel de squash représentant les Îles Vierges britanniques. Il atteint en janvier 2016 la 97e place mondiale sur le circuit international son meilleur classement. 

## Biographie
Joe Chapman est né dans la ville de Bristol, en Angleterre, mais a déménagé dans les îles à l'âge de quatre ans, car ses parents « cherchaient un bon endroit pour vivre paisiblement », comme il le dit lui-même. À l'âge de 10 ans, il commence à jouer au squash, puis étudie pendant quatre ans dans une université de New York aux États-Unis. Par la suite, il a commencé à pratiquer le sport professionnellement.
A l'âge de 15 ans, c'est le plus jeune participant de l'épreuve de squash des Jeux du Commonwealth de 2006 et il est le porte-drapeau de son pays aux Jeux du Commonwealth de 2010. En janvier 2016, il rentre dans le top 100 du classement international.